# Child in Time (альбом)
Child in Time — дебютный студийный альбом британской группы Ian Gillan Band, созданной Иэном Гилланом, вокалистом Deep Purple, в 1975 году. Альбом был записан в декабре 1975 — феврале 1976 года и вышел в июле того же года, продюсером стал Роджер Гловер.
Это первая сольная работа Гиллана после ухода из Deep Purple. Названием альбома послужило название одноимённой песни Deep Purple, кавер-версия которой присутствует на этом альбоме.

## Список композиций

### сторона «А»
1. "Lay Me Down" (Гиллан, Фенвик, Носиф, Густафсон) – 2:55
2. "You Make Me Feel So Good" (Гиллан, Моран, Дэйв Винтур[англ.], Берни Холланд, Энди Стили) – 3:41
3. "Shame" (Гиллан, Фенвик, Носиф, Густафсон) – 2:47
4. "My Baby Loves Me" (Гиллан, Фенвик, Носиф, Роджер Гловер) – 3:35
5. "Down the Road" (Гиллан, Фенвик, Носиф, Густафсон, Гловер) – 3:27

### сторона «Б»
1. "Child in Time" (Ричи Блэкмор, Гиллан, Гловер, Джон Лорд, Иэн Пейс) – 7:23
2. "Let It Slide" (Гиллан, Фенвик, Носиф, Густафсон, Моран) – 11:41

## Состав группы
- Иэн Гиллан — вокал и гармоника
- Майк Моран[англ.] — клавишные (Fender Rhodes, Hohner Clavinet, Hammond organ, ARP 2600, piano, ARP string ensemble)
- Рэй Фенвик[англ.] — гитары и вокал
- Джон Густафсон — бас-гитара и вокал
- Марк Носиф — ударные и перкуссия